# 第五次拉特朗公會議
第五次拉特朗公會議是1512年至1517年第五次在罗马拉特兰宫所举行的第十八次大公会议，由教宗儒略二世召开。此次会议是宗教改革和特利騰大公會議前最后一次大公会议，此次会议谴责了公会议主义，坚持教宗至上论，但错失了改革教会的机会。